# Cassolus gotoi
Cassolus gotoi är en skalbaggsart som beskrevs av Masumoto 1986. Cassolus gotoi ingår i släktet Cassolus och familjen bladhorningar. Inga underarter finns listade.